# کریستین پوجیونی
کریستین پوجیونی (انگلیسی: Christian Puggioni؛ زادهٔ ۱۷ ژانویهٔ ۱۹۸۱) بازیکن فوتبال اهل ایتالیا است.
از باشگاه‌هایی که در آن بازی کرده‌است می‌توان به باشگاه فوتبال رجینا، باشگاه فوتبال پروجا، باشگاه فوتبال کیه‌وو ورونا، باشگاه فوتبال پیاچنزا، باشگاه فوتبال سمپدوریا، باشگاه فوتبال پیزا، باشگاه فوتبال چزنا، و باشگاه فوتبال وارزه اشاره کرد.